# Поздняков, Владислав Викторович
Владислав Викторович Поздняков (род. 1991, Актюбинск, Казахстан) — российский блогер, основатель запрещённого в России экстремистского движения «Мужское государство», а также создатель Telegram-каналов «Поздняков 3.0» и «Бутылка». Известен пропагандой ультранационалистических, женоненавистнических и гомофобных идей, организацией травли женщин, ЛГБТ-активистов и представителей бизнеса. В 2021 году суд признал «Мужское государство» экстремистской организацией, после чего Поздняков продолжил деятельность в Telegram.

## Биография
Поздняков родился в 1991 году в Актюбинске. Позднее вместе с матерью переехал в Балаково Саратовской области. В 2016 году он создал закрытое сообщество «Мужское государство» во «ВКонтакте», которое быстро набрало популярность среди сторонников радикального патриархата. Основными идеями движения стали мизогиния, гомофобия, русский ультранационализм и антифеминизм.
В декабре 2018 года Поздняков был осуждён на два года условно по статье 282 УК РФ (разжигание ненависти к женщинам), но в марте 2019 года приговор отменили из-за декриминализации статьи.
После блокировки «Мужского государства» во «ВКонтакте» в 2020 году Поздняков перешёл в Telegram, где продолжил пропаганду своих взглядов.

## Деятельность

### «Мужское государство»
Движение занималось травлей женщин, ЛГБТ-активистов и представителей бизнеса, использовавших в рекламе темнокожих моделей или ЛГБТ-символику. Например, в 2021 году сторонники Позднякова организовали экономические атаки на сеть ресторанов «Тануки» и доставку «Ёбидоёби» из-за рекламы с участием чернокожих людей.
18 октября 2021 года Нижегородский областной суд признал «Мужское государство» экстремистской организацией и запретил его деятельность в России. Поздняков к тому времени уже находился за границей (по некоторым данным, в Польше).

### Telegram-каналы
После запрета «Мужского государства» Поздняков продолжил вести Telegram-каналы:
- «Поздняков 3.0» (свыше 760 тыс. подписчиков) — основной канал, где публикуются новости, сливы и пропаганда националистических идей.[4]
- «Бутылка» — сайд-проект, также связанный с радикальными взглядами.[5]

В 2021 году YouTube и Telegram (по требованию Apple и Google) заблокировали его каналы за дискриминационные высказывания, но он быстро восстановил аудиторию через резервные каналы.

## Критика и судебные преследования
Поздняков неоднократно обвинялся в организации травли, угрозах убийством и разжигании ненависти. В 2022 году суд обязал его выплатить 158 тыс. рублей сети «Тануки» за убытки от ложных заказов.

## Текущая деятельность
По состоянию на 2025 год Поздняков продолжает вести Telegram-каналы, оставаясь одной из ключевых фигур ультраправого сегмента рунета. Его аудитория сохраняет высокую активность, несмотря на блокировки и критику.